# Черно джудже
Черно джудже е хипотетичен остатък от звезда, образувана, когато едно бяло джудже стане прекалено студено, за да излъчва топлина, светлина или енергия. С други думи, черните джуджета излъчват толкова енергия, колкото заобикалящата ги материя. Пресметнато е, че времето, необходимо на едно бяло джудже, за да се превърне в черно джудже, е по-дълго от текущата възраст на вселената (13,7 милиарда години), следователно образувани черни джуджета все още няма. Най-студеното бяло джудже има температура от приблизително 3000° K (2726,85° C) и изисква още от порядъка на 1015 години, за да се охлади напълно.
Ако все пак черни джуджета съществуваха в нашата вселена, те биха били много трудни за откриване, защото практически не излъчват радиация. Те биха могли да бъдат засечени чрез тяхното гравитационно влияние.